# آبي وامباك
أبي ومباك: (بالإنجليزية: Abby Wambach)هي لاعبة كرة قدم أميركية، وصاحبة الميدالية الذهبية الأولمبية. لعبت كرة القدم لكلية جامعة ولاية فلوريدا، حيث كانت عضوا في فريق البطولة الوطنية الجامعة وحصلت على صفة أفضل لاعبة أمريكية ثلاث مرات. وفائزت خمس مرات بجائزة الرياضي العام لكرة القدم الولايات المتحدة، وقالت انها تلعب في فريق الولايات المتحدة الأمريكية للسيدات منذ عام 2003. وهي حالياً ثاني أكثر لاعبة أمريكية تهديفاً وأيضاَ الثانية عالمياً.

## البدايات
ولدت أبي ومباك بتاريخ 2 حزيران 1980 في مدينة روتشستر، نيويورك. وبدأت لعب كرة القدم في مدرستها الابتدائية ثم المتوسطة وبعدها قادت فريق مدرستها الإعدادية للفوز ببطولات مدرسية مهمة لأول مرة بتاريخ المدرسة. وأيضا لعبت أبي ومباك كرة السلة في المدرسة. وعندها حصلت على منحة دراسية للعب مع فريق جامعة ولاية فلوريدا خلال دراستها هناك.

## المسيرة الدولية
دعيت أبي ومباك إلى تشكيلة منتخب الولايات المتحدة الأمريكية للسيدات للعب في كأس العالم 2003 للسيدات. وقادة المنتخب الأمريكي للسيدات للفوز على النرويج والفوز بالميدالية البرونزية. بعدها دعيت إلى تشكيلة المنتخب الأولمبي الأمريكي للسيدات للعب في أولمبياد أثينا الصيفية سنة 2004. وساعد هدفها بالوقت بدل الضائع على البرازيل بالمباراة النهائية للفوز 2-1 وبالميدالية الذهبية للولايات المتحدة الأمريكية. سجلت أبي ومباك 31 هدفاً في تلك السنة وتم اختيارها كأفضل لاعبة أمريكية لسنة 2004. وفي كأس العالم 2007 للسيدات سجلت أبي ومباك 6 أهداف خلال ستة مباريات.
أعطيت أبي ومباك سنة 2008 لقب أفضل لاعبة أمريكية قبل الاولمبياد الصيفية في بكين. ولكن نتيجة كسر في ساقها اليسرة لم تلعب أبي ومباك بالاولمبياد الصيفية في بكين سنة 2008.
حالياأ سجلت أبي ومباك 135 هدفاً دولياً خلال 175 مباراة. وهي الثانية على الصعيد الأمريكي للسيدات والعالمي أيضاً بعد ميا هام التي تتصدر ب (158) هدفاً دولياً في مسيرتها مع المنتخبات الأمريكية للسيدات والمنتخبات الأولمبية للسيدات.
| السنة | عدد الاهداف الدولية |
| ----- | ------------------- |
| 2002  | 10                  |
| 2003  | 13                  |
| 2009  | 8                   |
| 2010  | 13                  |
| 2011  | 9                   |

## روابط خارجية
- آبي وامباك على موقع الاتحاد الدولي (مؤرشف)  (الإنجليزية)
- آبي وامباك على موقع الاتحاد الأوربي (الإنجليزية)
- آبي وامباك على موقع قاعدة بيانات كرة القدم.إي يو (الإنجليزية)
- آبي وامباك على موقع Soccerway.com (الإنجليزية)
- آبي وامباك على موقع كووورة
- آبي وامباك على موقع أوليمبيديا (الإنجليزية)
- مقالة أبي ومباك في الويكيبيديا باللغة الأنكليزية